# Жордан Ікоко
Жордан Ікоко (фр. Jordan Ikoko; нар. 3 лютого 1994, Монтеро, Франція) — конголезький футболіст, захисник кіпрського клубу «Пафос» і національної збірної ДР Конго.

## Клубна кар'єра
Вихованець футбольної школи клубу «Парі Сен-Жермен».
У дорослому футболі дебютував 2011 року виступами за команду клубу «Парі Сен-Жермен-2», в якій провів два сезони, взявши участь у 44 матчах чемпіонату. Більшість часу, проведеного у складі другої команди «Парі Сен-Жермен», був основним гравцем захисту команди.
Своєю грою за цю команду привернув увагу представників тренерського штабу клубу «Кретей», до складу якого приєднався 2013 року. Відіграв за команду з Кретея наступний сезон своєї ігрової кар'єри. Граючи у складі «Кретея» також здебільшого виходив на поле в основному складі команди.
2014 року уклав контракт з клубом «Гавр», у складі якого провів наступний рік своєї кар'єри гравця.
З 2015 року один сезон захищав кольори команди клубу «Ланс». Тренерським штабом нового клубу також розглядався як гравець «основи».
До складу клубу «Генгам» приєднався 2016 року. Відтоді встиг відіграти за команду з Генгама 17 матчів в національному чемпіонаті.

## Виступи за збірні
2009 року дебютував у складі юнацької збірної Франції, взяв участь у 49 іграх на юнацькому рівні, відзначившись 2 забитими голами.
2013 року залучався до складу молодіжної збірної Франції. На молодіжному рівні зіграв у 9 офіційних матчах, забив 1 гол.
5 січня 2017 року дебютував у складі національної збірної Демократичної Республіки Конго у товариському матчі проти збірної Камеруну, на 46-й хвилині замінивши Фабріса Н'Сакалу. Наразі провів у формі головної команди країни 7 матчів.
У складі збірної був учасником Кубка африканських націй 2017 року у Габоні.

## Титули і досягнення
- Володар Суперкубка Болгарії (2):

«Лудогорець»: 2019, 2021
- Чемпіон Болгарії (2):

«Лудогорець»: 2019-20, 2020-21